# Bayğanïn
Bayğanïn (Kazachs: Байғанин ауданы, Bayghanīn aūdany) is een district in de oblast Aqtöbe in Kazachstan. Het bestuurlijke centrum is de plaats Qaraūylkeldi a.o. (Қарауылкелді а.о.), vroeger Bayğanïn genoemd).

## Geschiedenis
Het district werd opgericht in 1928. In die tijd heette het district Tabyn en vormde het een groot deel van de Oblast Adai in het noordoosten. In 1932 werd het gevoegd bij de Oblast Aktjubinsk (later hernoemd tot oblast Aqtöbe) en in 1940 werd het vernoemd naar de dichter Nurpeis Baiganin.

## Bevolking
Het aantal inwoners bedraagt circa 23.000 (2014). De gemiddelde bevolkingsdichtheid is 0,5 mensen per 1 km². De bevolking bestaat vrijwel uitsluitend uit Kazachen. Er zijn 24 nederzettingen in het gebied. De grootste plaatsen zijn Nogai, Oymaut, Yorkamis, Zharkemys, Tubes en Kemer. Er zijn 7 landelijke districten: Ashashi, Zhanazhol, Zharkamys, Koltaban, Karaulkeldy, Kopa, Kyzylbulak, Miyaly en Sartogay.

## Geografie
Het gebied Baiyaninsk is in principe vlak (hoogte 200-300 m), het noordelijke deel van het gebied is hoger dan het zuiden. De hoogste heuvel in het westen is de Goyelkeldy met 276 meter; in het oosten en noordoosten liggen heuvels van rond de 300 meter hoog, maar het lijkt minder omdat het algemene reliëf aanzienlijk is verhoogd. In het zuidoostelijke deel van de rivier Jermu bevinden zich ondergelopen kliffen en lege holten. In dit gebied beslaan de valleien van Kanttor, de Alitauheuvels (354 m) en de Shergalinskaya-vallei een aanzienlijk gebied.

### Landbouw
In het district worden runderen, schapen en geiten, paarden en kamelen gehouden. Ook is er sprake van gedeeltelijk geïrrigeerde landbouw (granen, voedergewassen, aardappel).

### Mineralen
Op veel plaatsen komen gips, kalksteen, krijtgesteente en grind voor, waarvan bouwmaterialen worden gemaakt. Het gebied is rijk aan olie en gas. Grote afzettingen bevinden zich voornamelijk op de linkeroever van de rivier de Jem. Aardgasreserves worden vermoed in het zuiden.

### Klimaat
Er heerst een koud steppeklimaat. De winter is koud, de zomer is warm en droog. De gemiddelde temperatuur in januari is -10°C, de gemiddelde temperatuur in juli is 25°C. De gemiddelde jaarlijkse neerslag is 150 mm in het zuiden tot 250 mm in het noorden. Het zuidelijk deel van het district Bayganin is gerelateerd aan de woestijngordel.

### Rivieren
De grootste rivier is de  Sagiz, daarnaast zijn er een aantal kleinere. Riviertjes die zich voeden met smeltwater drogen op in de zomer. Rivieren die in de hete zomermaanden nog wel water bevatten, vormen een keten van insecten. De meeste rivieren worden gebruikt voor veeteelt, voor het irrigeren van weidegronden.

### Fauna
Het gebied van het district wordt bewoond door wilde varkens, steppevos, dassen, wolven, konijnen, hagedissen en slangen. Van de vogels zijn vermeldenswaard de kraanvogels, eenden, ganzen en uilen.